# Antrim (Taneytown, Maryland)
Antrim 1844 Country House Hotel es una posada histórica ubicada en el corazón de Taneytown, condado de Carroll, Maryland, Estados Unidos. La Mansión es un2 1⁄2Casa de mampostería de ladrillo de estilo renacimiento griego  pisos construida en 1844. La propiedad conserva muchas de sus dependencias y funciona como hotel y restaurante.
Antrim se incluyó en el Registro Nacional de Lugares Históricos en 1977. 

## Historia
En 1834, a la edad de 22 años, el Col. Andrew Ege se casó con Margaret Ann McKaleb, hija del Gral. John McKaleb, uno de los comerciantes exitosos de Taneytown. Después de la muerte del único hermano de Margaret en 1841 y la muerte de John McKaleb en enero de 1843, Margaret y Andrew heredaron su propiedad de 420 acres en Taneytown. Una vez establecidos, Andrew y Margaret comenzaron la construcción de Antrim en 1844, lo que involucró al constructor de Baltimore Benjamin Forrester, al escultor William Henry Rinehart y mano de obra esclava. La posada lleva el nombre de la casa ancestral de la familia de su esposa en el condado de Antrim, Irlanda.
En las tierras, Ege operaba una gran plantación de esclavos, criando 14 caballos, 12 vacas lecheras y otras 18 cabezas de ganado, que producían 1,000 libras de mantequilla. También produjo 900 arbustos de trigo, centeno, maíz, avena, patatas y heno en la superficie cultivada. Después de la quiebra de Ege, un agricultor local compró la propiedad, cuyos descendientes ampliaron las propiedades y continuaron operando como granja hasta la década de 1940. La mansión solo se usó como casa de verano hasta que Dort y Richard Mollett la compraron en 1988.
Después de la muerte de su esposa en 1851, Andrew se volvió a casar y se mudó con su familia al oeste, a la frontera entre Missouri y Kansas.